# Chironomus diakonoffi
Chironomus diakonoffi är en tvåvingeart som först beskrevs av Kruseman 1949.  Chironomus diakonoffi ingår i släktet Chironomus och familjen fjädermyggor.
Artens utbredningsområde är Egypten. Inga underarter finns listade i Catalogue of Life.